# Tagma (turco)
Tagma foi um emissário goturco ativo na segunda metade do século VI. Foi nomeado emissário para os bizantinos pelo cã Sizábulo (r. 552–576) depois da morte de Maníaco e acompanhou Zemarco de volta para Constantinopla em 571. O filho de nome incerto de Maníaco também esteve na embaixada. Tagma era titular da dignidade turca de tarcano.